# Vladimír Skalička
Vladimír Skalička (* 19. August 1909 in Prag; † 17. Januar 1991 ebenda) war ein polyglotter tschechischer Sprachwissenschaftler, der einen wichtigen Beitrag zur strukturalistischen Linguistik leistete.

## Leben
Skalička war der Sohn eines Psychiaters und einer Ärztin. Nach dem Gymnasium studierte er  1927–1930 Bohemistikan der Karls-Universität Prag, anschließend in Helsinki und Budapest die finnougrischen Sprachen. Er war Mitglied der strukturalistischen Prager Schule. In den 1940er Jahren übersetzte er finnische Literatur ins Tschechische. 1946 wurde er Lehrstuhlinhaber an der Karls-Universität mit Schwerpunkt in Allgemeiner Sprachwissenschaft und Sprachtypologie.  1962 wurde er korrespondierendes Mitglied der Tschechoslowakischen Akademie der Wissenschaften.

## Zur wissenschaftlichen Bedeutung
Bei seinen typologischen Studien knüpfte er an der traditionellen morphologischen Typologie an und entwickelte aus theoretischen Überlegungen fünf Idealtypen, bei denen es sich jedoch nicht um Gruppen real existierender Sprache handelt wie in den Typologien des 19. Jahrhunderts, sondern um Konstrukte: das agglutinierende, flektierende, isolierende, polysynthetische und introflexive Konstrukt. Jeder dieser Typen wird aufgrund phonologischer, morphologischer und syntaktischer Eigenschaften derart beschrieben, wie diese Eigenschaften optimal aufeinander abgestimmt erscheinen (z. B. hinsichtlich der Ökonomie oder Effizienz einer Sprache). Eine optimale Abstimmung ist jedoch nicht bei allen Sprachtypen zu erreichen. Konkrete Sprachen sind stets Mischungen aus mehreren Sprachtypen; sie werden daraufhin untersucht, in welchem Maß sie jedes dieser Merkmale aufweisen beziehungsweise davon abweichen.
Diese Idealtypologie wurde in der Linguistik vielfältig rezipiert und fortgeführt.

## Werke
- Typologische Studien. Mit einem Beitrag von Petr Sgall, herausgegeben von Peter Hartmann. Vieweg, Braunschweig/Wiesbaden 1979. ISBN 3-528-03710-5. (Eine Sammlung aus Anlass des 70. Geburtstages; eine Bibliographie der Werke Skaličkas findet sich Seite 342–344.)